# Pedibús

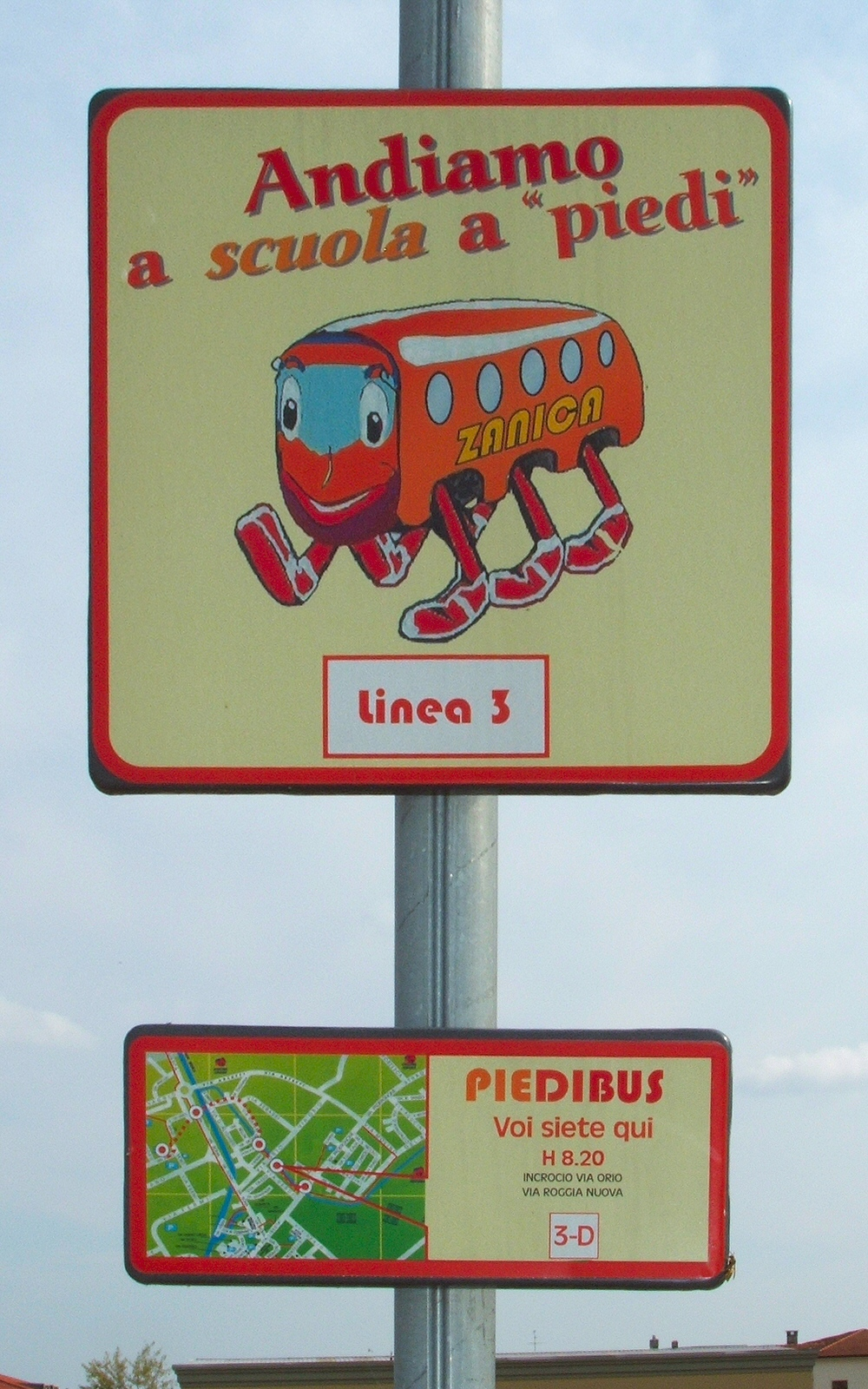
Señal de parada de una ruta de pedibús en Zanica, Italia.

Un pedibús es un grupo de personas que recorren juntas una ruta andando siguiendo un horario establecido como forma de desplazamiento hasta sus lugares de destino. Los peatones pueden unirse o dejar el pedibús en diferentes puntos a lo largo de la ruta.
Los pedibuses pueden tener fines sociales o medioambientales, tratando de animar a más personas a caminar como medio de transporte, haciendo la experiencia más interesante, sociable y segura.
Con frecuencia se organizan pedibuses escolares en los que uno o varios adultos supervisan una ruta en la que se van recogiendo a los niños en distintos puntos hasta que llegan al centro educativo.
Los pedibuses tienen numerosas ventajas como mejora de la salud, reducción de la contaminación, mayor socialización y participación comunitaria, reducción de tráfico y ruido o mejora de la seguridad vial.